# Valerie Edmond
Valerie Edmond, née en 1969 à Édimbourg, en Écosse, est une actrice écossaise.

## Biographie
Elle  a remporté un BAFTA Scotland de la meilleure actrice dans une série télévisée (Best Actress - Television).

## Filmographie
- 2012 : Lip Service (TV) : Jo
- 2008 : Meta4orce : Stream
- 2008 : Le Témoin amoureux (TV) : Kelly
- 2004 : The Last Chancers (TV) : Liv
- 2004 : Foyle's War (TV) : Lucinda Sheridan
- 2003 : Le Deal (TV) : Sheena McDonald
- 2002 : The Honeytrap : Renée
- 2000 : Complicity : Josephine Boyle
- 2000 : The Vice (TV) : D.I. Greer
- 2000 : Love & Rage : Libby
- 2000 : Saving Grace : Nicky
- 1999 : One More Kiss : Sarah
- 1999 : Simon le magicien : Eva
- 1998 : Kavanagh QC (TV) : Emma Taylor
- 1997 : Créatures féroces
- 1996 : The Crow Road (TV) : Ashley Watt
- 1995 : Agony Again (TV) : Catherine
- 1988-1990 : Taggart (TV) : Petrina Lambie